# Pelagia z Antiochii
Pelagia z Antiochii – żyjąca w czasach prześladowań chrześcijan, za panowania Dioklecjana (284-305) lub Numeriana (283-284), męczennica oraz święta Kościoła katolickiego i prawosławnego. Śmierć poniosła w wieku 15 lat.
Jej wspomnienie liturgiczne obchodzone jest w Kościele katolickim 8 października, w prawosławnym 8/21 października.
Z czasem pojawiło się domniemanie co do istnienia innej Pelagii, męczennicy z Tarsu, wspominanej przez grekokatolików 4 maja.
Z Pelagią z Antiochii identyfikowana jest również, nieznana z imienia mniszka z Jerozolimy, pokutnica z V wieku wspominana w jednej z homilii przez Jana Chryzostoma (350-407). Zwana jest Pelagią Pokutnicą lub Pelagią Nierządnicą, cs. Prepodobnaja Pełagija. 

Jej wspomnienie w Kościele prawosławnym obchodzone jest również 8/21 października.
Późniejsza Pelagia Jerozolimska, wspominana w Martyrologium Rzymskim również 8 października, to prawdopodobnie przekształcona legenda o Pelagii z Antiochii. Czczono ją też jako Marinę-Marinusa (z grec.  Pelagia-Pelagios).